# Sante Veronese
Sante Veronese (ur. 4 marca 1684 w Wenecji, zm. 1 lutego 1767 w Padwie) – włoski duchowny katolicki, kardynał, biskup Padwy.

## Życiorys
Święcenia kapłańskie przyjął 4 sierpnia 1709. 11 września 1758 został wybrany biskupem Padwy. Sakrę otrzymał z rąk kardynała Antonio Marii Priuliego (współkonsekratorami byli biskupi Paolo Francesco Giustiniani i Niccolò Antonio Giustiniani). 24 września 1759 Klemens XIII wyniósł go do godności kardynalskiej. 